# 블라이 저택의 유령
《블라이 저택의 유령》(영어: The Haunting of Bly Manor)은 넷플릭스에서 2020년 10월부터 방영된 미국의 초자연 공포 옴니버스 드라마이다. 2018년 드라마 《힐 하우스의 유령》의 속편이며, 전작의 연출을 맡았던 마이크 플래너건이 다시 한 번 감독을 맡았다.

## 출연진

### 주연
- 빅토리아 페드레티 - 대니엘 "대니" 클레이턴
- 올리버 잭슨코언 - 피터 퀸트
- 어밀리아 이브 - 제이미
- 칼라 구지노 - 나이든 제이미
- 트니아 밀러 - 해나 그로스
- 라훌 콜리 - 오언 샤르마
- 카말 칸 - 나이든 오언
- 타히라 샤리프 - 리베카 제설
- 어밀리아 비 스미스 - 플로라 윈그레이브
- 크리스티나 버크 - 신부
- 벤저민 에번 에인즈워스 - 마일스 윈그레이브
- 헨리 토머스 - 헨리 윈그레이브
- 덩컨 프레이저 - 나이든 헨리

### 조연
- 로비 아탈 - 에드먼드 "에디" 오마라
- 캘릭스 프레이저 - 빅토리아 아이
- 케이트 스피걸 - 바이올라 윌러비
- 캐서린 파커 - 퍼디타 윌러비
- 앨릭스 에소 - 샬럿 윈그레이브
- 매슈 홀니스 - 도미닉 윈그레이브
- 리엄 레이먼드 디브 - 전염병 의사
- 그레스 세스테로 - 제임스

## 에피소드 목록
모든 에피소드는 2020년 10월 9일에 공개되었다.
| 회차 | 제목                                                              | 감독                   | 각본             | 분량 |
| ---- | ----------------------------------------------------------------- | ---------------------- | ---------------- | ---- |
| 1    | "정말 멋진 곳" "The Great Good Place"                             | 마이크 플래너건        | 마이크 플래너건  | 54분 |
| 2    | "제자" "The Pupil"                                                | 시아란 포이            | 제임스 플래너건  | 45분 |
| 3    | "얼굴들 1부" "The Two Faces, Part One"                            | 시아란 포이            | 다이앤 아데무존  | 56분 |
| 4    | "그렇게 그가 왔다" "The Way It Came"                              | 리엄 개빈              | 로리 페니        | 53분 |
| 5    | "사자들을 위한 재단" "The Altar of the Dead"                      | 리엄 개빈              | 앤절라 러매나    | 54분 |
| 6    | "밝은 모퉁이 집" "The Jolly Corner"                               | 욜란다 램키, 벤 하울링 | 리베카 리 클링글 | 66분 |
| 7    | "얼굴들 2부" "The Two Faces, Part Two"                            | 욜란다 램키, 벤 하울링 | 클라크슨 트윈스  | 59분 |
| 8    | "어느 낡은 옷에 대한 이야기" "The Romance of Certain Old Clothes" | 아셀레 캐롤린          | 리아 퐁          | 56분 |
| 9    | "밀림의 야수" "The Beast in the Jungle"                           | E. L. 캐츠             | 줄리아 비크널    | 51분 |

## 같이 보기
- 나사의 회전 (소설)